# Đoàn Ngọc Hùng
Đoàn Ngọc Hùng (sinh năm 1961) là một tướng lĩnh của lực lượng Công an nhân dân Việt Nam với quân hàm Thiếu tướng. Ông giữ chức vụ Phó Giám đốc Công an thành phố Hà Nội và đã nghỉ hưu.

## Tiểu sử
Đoàn Ngọc Hùng sinh năm 1961, quê quán ở Liên Phương, Hạ Hòa, tỉnh Phú Thọ.
Tháng 3 năm 2016, Đoàn Ngọc Hùng là Đại tá, Phó giám đốc Công an thành phố Hà Nội.
Năm 2018, Đoàn Ngọc Hùng là Thiếu tướng, Ủy viên Ban thường vụ Đảng ủy, Phó giám đốc Công an thành phố Hà Nội.

## Lịch sử thụ phong quân hàm
| Năm thụ phong | –      | 2018        |
| ------------- | ------ | ----------- |
| Quân hàm      |        |             |
| Cấp bậc       | Đại tá | Thiếu tướng |